# Zoológico de Almaty
Es el zoológico estatal de Almaty, Kazajistán. El zoológico de Almaty es una de las mayores y más antiguos parques zoológicos de la República de Kazajistán.

## Datos relevantes
Fue inaugurado en el año 1936, aproximadamente hay 4068 animales y 509 especies.
Su nombre en kazajo es "Алматинский зоопарк".